# قرية بوتسدام (نيويورك)
قرية بوتسدام (بالإنجليزية: Potsdam (village), New York)‏ هي منطقة سكنية تقع في الولايات المتحدة في مقاطعة سانت لورنس، نيويورك. يقدر عدد سكانها بـ 9,428 نسمة ومساحتها 12.6 كم2 وترتفع عن سطح البحر 132 متر.

## التركيبة السكانية
حدّد مكتب تعداد الولايات المتحدة بيانات التركيبة السكانية لقرية بوتسدام في تعداد الولايات المتحدة. في ما يلي، التركيبة السكانية حسب تعدادي 2000 و2010.

### تعداد عام 2000
بلغ عدد سكان قرية بوتسدام 9,425 نسمة بحسب تعداد عام 2000، وبلغ عدد الأسر 2,543 أسرة وعدد العائلات 1,041 عائلة مقيمة في القرية. في حين سجلت الكثافة السكانية 672.3 نسمة لكل كيلومتر مربع (1,741.2/ميل2). وبلغ عدد الوحدات السكنية 2,705 وحدة بمتوسط كثافة قدره 192.9 لكل كيلومتر مربع (499.6/ميل2).
وتوزع التركيب العرقي للقرية بنسبة 91.60% من البيض و2.50% من الأمريكيين الأفارقة و0.36% من الأمريكيين الأصليين و3.88% من الأمريكيين ذوي الأصول الآسيوية و0.01% من سكان جزر المحيط الهادئ و0.53% من الأعراق الأخرى و1.11% من عرقين مختلطين أو أكثر و1.75% من الهسبانيون أو اللاتينيون من أي عرق.
بلغ عدد الأسر 2,543 أسرة كانت نسبة 22.5% منها لديها أطفال تحت سن الثامنة عشر تعيش معهم، وبلغت نسبة الأزواج القاطنين مع بعضهم البعض 28.5% من أصل المجموع الكلي للأسر، ونسبة 10.3% من الأسر كان لديها معيلات من الإناث دون وجود شريك، بينما كانت نسبة 2.1% من الأسر لديها معيلون من الذكور دون وجود شريكة وكانت نسبة 59.1% من غير العائلات. تألفت نسبة 40.8% من أصل جميع الأسر من عدة أفراد يعيشون في نفس المنزل ونسبة 15.6% كانت تتألف من شخص يعيش بمفرده يبلغ من العمر 65 عاماً أو أكثر. وبلغ متوسط حجم الأسرة المعيشية 2.14، أما متوسط حجم العائلات فبلغ 2.90.
بلغ العمر الوسطي للسكان 21.6 عاماً. وكانت نسبة 10.8% من القاطنين تحت سن الثامنة عشر، وكانت نسبة 16.4% بين الثامنة عشر والرابعة والعشرين عاماً، ونسبة 13% كانت واقعةً في الفئة العمرية ما بين الخامسة والعشرين والرابعة والأربعين عاماً، ونسبة 9.2% كانت ما بين الخامسة والأربعين والرابعة والستين، ونسبة 8.3% كانت ضمن فئة الخامسة والستين عاماً فما فوق. يوجد لكل 100 أنثى 91.4 ذكر، ويوجد لكل 100 أنثى في الثامنة عشر من عمرها فما فوق 86.7 ذكر.
بلغ متوسط دخل الأسرة في القرية 21,273 دولارًا، أما متوسط دخل العائلة فبلغ 37,933 دولارًا. وكان متوسط دخل الذكور 31,610 دولارًا مقابل 24,324 دولارًا للإناث. وسجل دخل الفرد الخاص بالقرية 10,824 دولارًا. وكانت نسبة 18.2% من العائلات ونسبة 34% من السكان تحت خط الفقر، وكان من هؤلاء نسبة 20.8% تحت سن الثامنة عشر ونسبة 13.8% في الخامسة والستين من العمر وما فوق.

## معرض صور

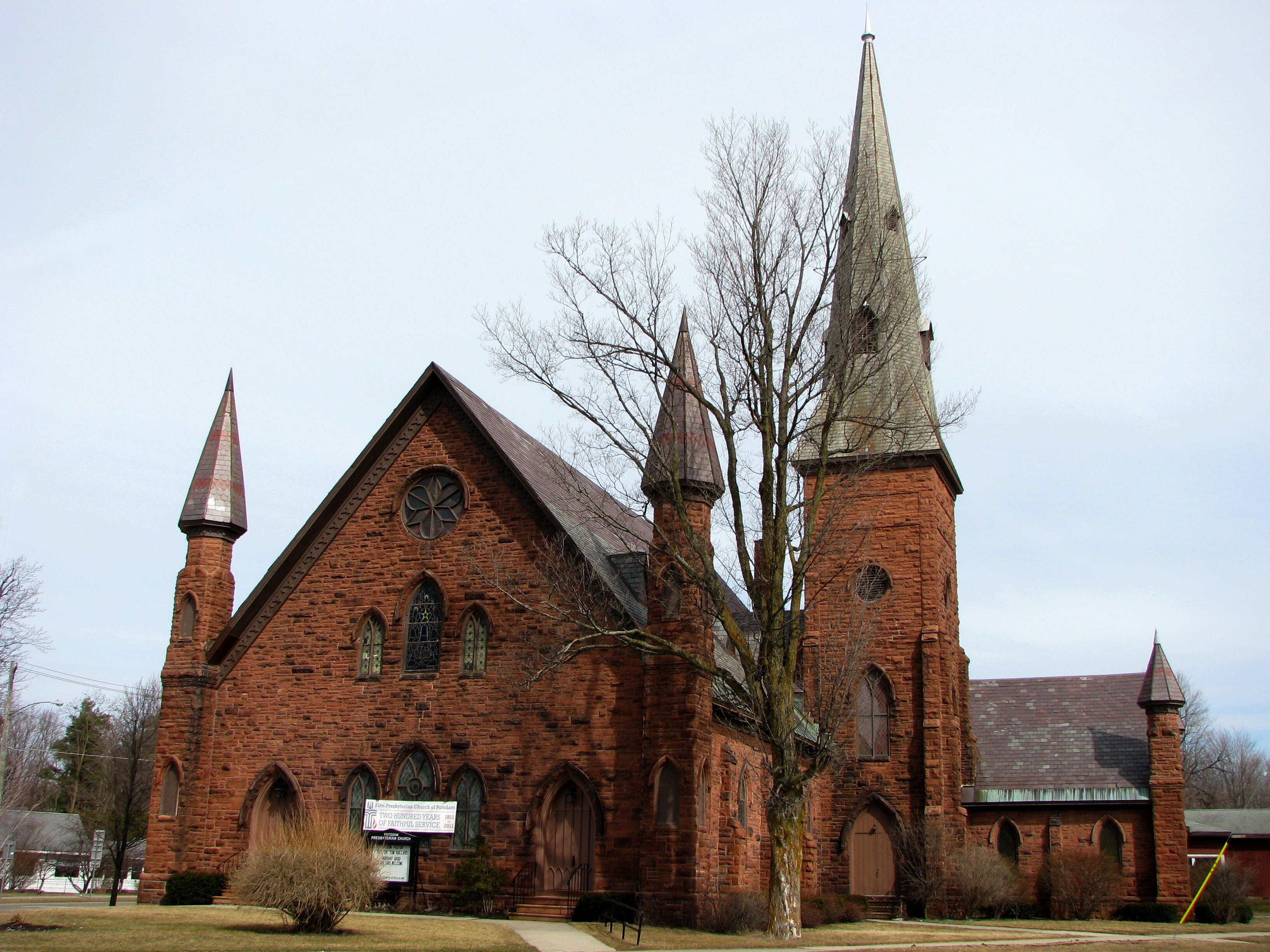
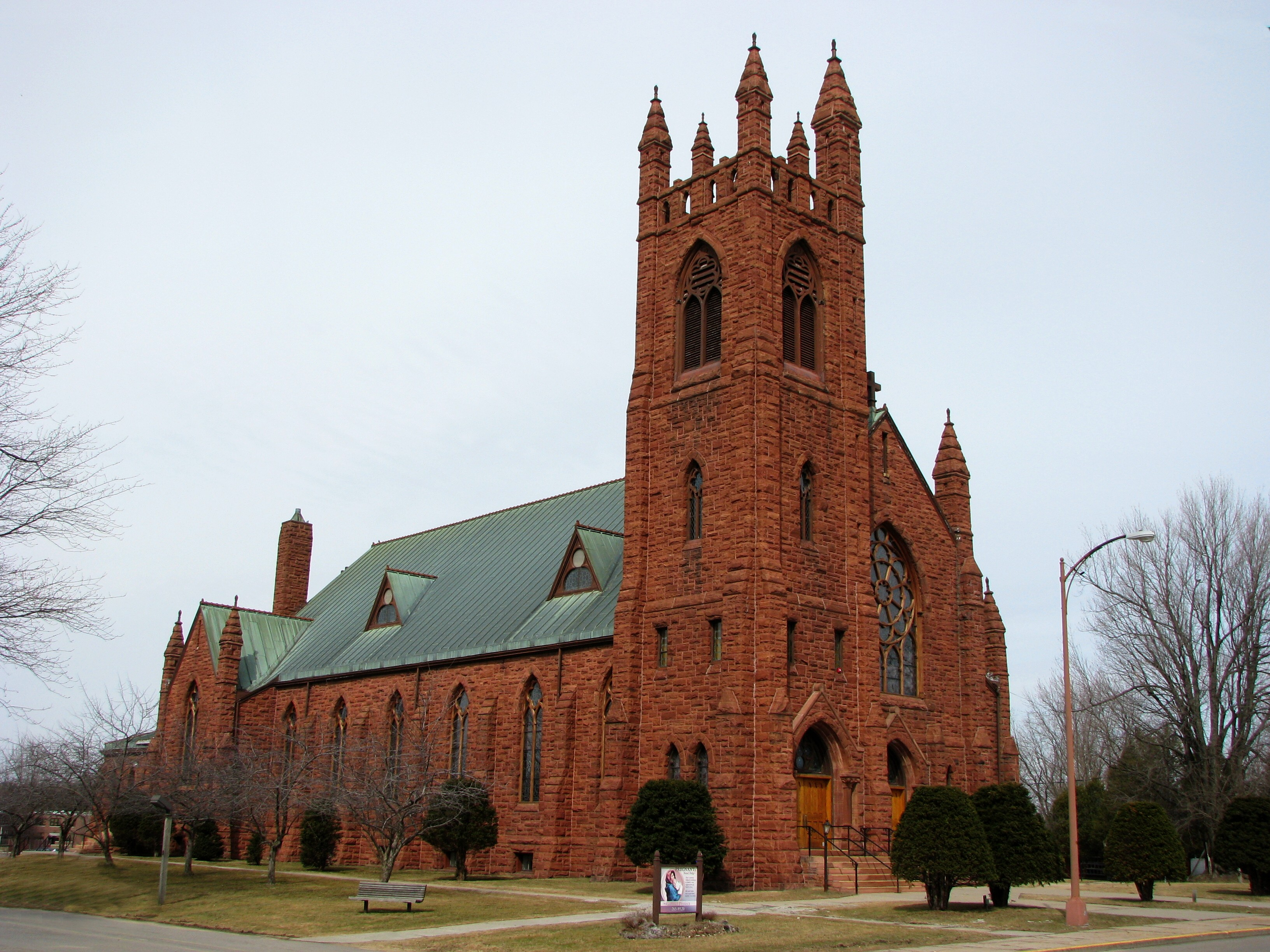
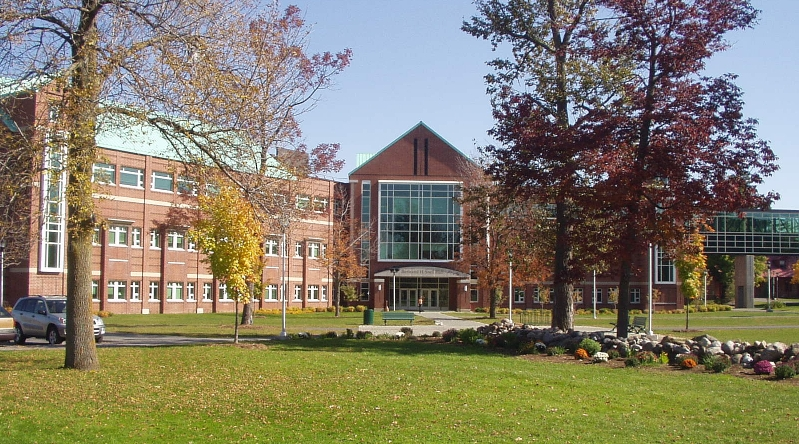
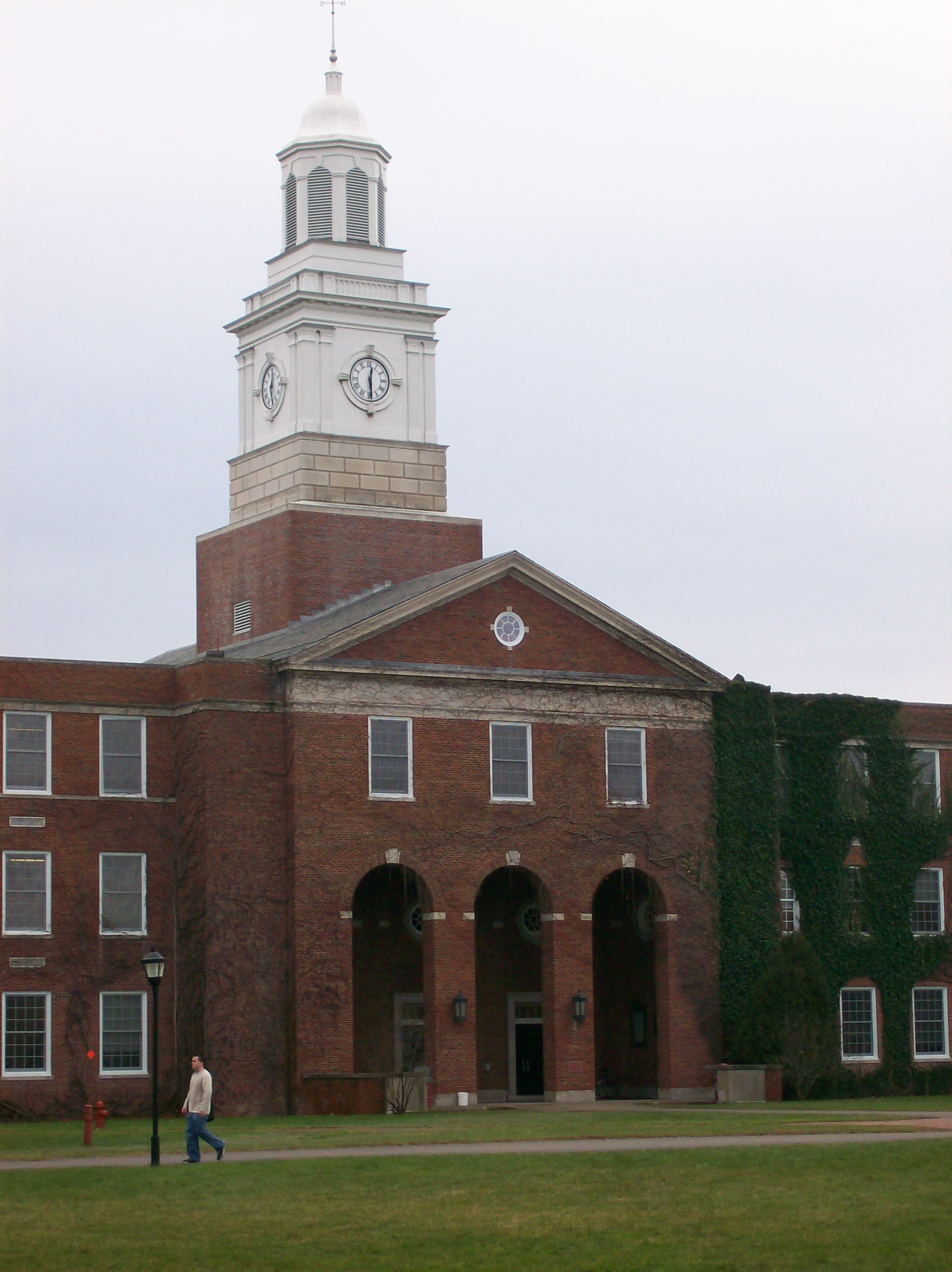

### تعداد عام 2010
بلغ عدد سكان قرية بوتسدام 9,428 نسمة بحسب تعداد عام 2010، وبلغ عدد الأسر 2,442 أسرة وعدد العائلات 897 عائلة مقيمة في القرية. في حين سجلت الكثافة السكانية 672.5 نسمة لكل كيلومتر مربع (1,741.8/ميل2). وبلغ عدد الوحدات السكنية 2,586 وحدة بمتوسط كثافة قدره 184.5 لكل كيلومتر مربع (477.9/ميل2).
وتوزع التركيب العرقي للقرية بنسبة 88.87% من البيض و2.80% من الأمريكيين الأفارقة و0.39% من الأمريكيين الأصليين و4.89% من الأمريكيين ذوي الأصول الآسيوية و0.04% من سكان جزر المحيط الهادئ و0.88% من الأعراق الأخرى و2.12% من عرقين مختلطين أو أكثر و2.90% من الهسبانيون أو اللاتينيون من أي عرق.
بلغ عدد الأسر 2,442 أسرة كانت نسبة 19.9% منها لديها أطفال تحت سن الثامنة عشر تعيش معهم، وبلغت نسبة الأزواج القاطنين مع بعضهم البعض 25.5% من أصل المجموع الكلي للأسر، ونسبة 8.2% من الأسر كان لديها معيلات من الإناث دون وجود شريك، بينما كانت نسبة 3% من الأسر لديها معيلون من الذكور دون وجود شريكة وكانت نسبة 63.3% من غير العائلات. تألفت نسبة 41.8% من أصل جميع الأسر من عدة أفراد يعيشون في نفس المنزل ونسبة 13.4% كانت تتألف من شخص يعيش بمفرده يبلغ من العمر 65 عاماً أو أكثر. وبلغ متوسط حجم الأسرة المعيشية 2.08، أما متوسط حجم العائلات فبلغ 2.88.
بلغ العمر الوسطي للسكان 21.4 عاماً. وكانت نسبة 9.2% من القاطنين تحت سن الثامنة عشر، وكانت نسبة 60.1% بين الثامنة عشر والرابعة والعشرين عاماً، ونسبة 13.8% كانت واقعةً في الفئة العمرية ما بين الخامسة والعشرين والرابعة والأربعين عاماً، ونسبة 10.3% كانت ما بين الخامسة والأربعين والرابعة والستين، ونسبة 6.6% كانت ضمن فئة الخامسة والستين عاماً فما فوق. وتوزع التركيب الجنسي للسكان بنسبة 53.3% ذكور و46.7% إناث.